# 水戸地方裁判所
水戸地方裁判所（みとちほうさいばんしょ）は、茨城県水戸市にある日本の地方裁判所の一つで、茨城県を管轄している。略称は、水戸地裁（みとちさい）。日立、土浦、竜ケ崎、麻生、下妻に支部を置いている。
水戸地方裁判所には、水戸市に置かれている本庁のほか、日立市、土浦市、龍ケ崎市、行方市麻生、下妻市の5市に地方裁判所と家庭裁判所の支部を設置しているほか、前述の6箇所にくわえ笠間市、常陸太田市、石岡市、取手市、筑西市下館、古河市の6箇所を加えた12箇所に簡易裁判所を設置している。また水戸、土浦、下妻の3か所に検察審査会が設置されている。合議裁判（裁判官3人）は水戸本庁、土浦、下妻で、裁判員裁判は水戸本庁のみで取り扱う。

## 所在地
- 本庁：茨城県水戸市大町1丁目1-38　北緯36度22分35.9秒 東経140度28分24.2秒 / 北緯36.376639度 東経140.473389度
JR常磐線, 水戸線, 水郡線, 鹿島臨海鉄道大洗鹿島線 水戸駅 北口徒歩約10分
- 日立支部：茨城県日立市幸町2丁目10-12　北緯36度35分27秒 東経140度39分20秒 / 北緯36.59083度 東経140.65556度
JR常磐線 日立駅 中央口から徒歩約10分
- 土浦支部：茨城県土浦市中央1丁目13-12　北緯36度5分2.7秒 東経140度11分58.2秒 / 北緯36.084083度 東経140.199500度
JR常磐線 土浦駅 西口から徒歩約15分
- 龍ケ崎支部：茨城県龍ケ崎市下町4918　北緯35度54分13.9秒 東経140度11分34.5秒 / 北緯35.903861度 東経140.192917度
関東鉄道竜ヶ崎線竜ヶ崎駅から徒歩約20分
竜ヶ崎駅からバス（江戸崎行き等）乗車，観音前停留所下車徒歩3分
- 麻生支部：茨城県行方市麻生143　北緯35度59分11秒 東経140度29分4.5秒 / 北緯35.98639度 東経140.484583度
JR鹿島線 潮来駅よりタクシーで20分
- 下妻支部：茨城県下妻市下妻乙99北緯36度11分16.7秒 東経139度57分36.1秒 / 北緯36.187972度 東経139.960028度
関東鉄道常総線 下妻駅から徒歩約15分

## 管轄
本庁
- 水戸市、ひたちなか市、那珂市、鉾田市、小美玉市（旧玉里村を除く）、那珂郡東海村、久慈郡大子町、東茨城郡茨城町、大洗町、城里町、笠間市、桜川市（旧岩瀬町）、常陸太田市、常陸大宮市

日立支部
- 日立市、高萩市、北茨城市

土浦支部
- 土浦市、つくば市、つくばみらい市、かすみがうら市、稲敷郡阿見町、美浦村、石岡市、小美玉市（旧玉里村）

龍ケ崎支部
- 龍ケ崎市、牛久市、稲敷市、稲敷郡河内町、取手市、守谷市、北相馬郡利根町

麻生支部
- 鹿嶋市、潮来市、神栖市、行方市

下妻支部
- 下妻市、常総市、結城郡八千代町、結城市、筑西市、古河市、坂東市、猿島郡五霞町、境町、桜川市（旧岩瀬町を除く）

※ただし、行政事件及び日立・麻生の各支部の執行事件（不動産競売）、日立支部管内の合議事件と少年事件は本庁で、龍ケ崎・麻生の各支部の合議事件は土浦支部でそれぞれ取り扱う。

### 管内の簡易裁判所
- 本庁
  - 水戸簡易裁判所（水戸市・ひたちなか市・那珂市・鉾田市・小美玉市〈小川支所・美野里支所の所管区域〉那珂郡・久慈郡・東茨城郡〈城里町七会支所の所管区域を除く〉）
  - 笠間簡易裁判所（笠間市・桜川市〈岩瀬支所の所管区域〉・東茨城郡城里町〈七会支所の所管区域〉）
  - 常陸太田簡易裁判所（常陸太田市・常陸大宮市）
- 日立支部
  - 日立簡易裁判所（日立市・高萩市・北茨城市）
- 龍ケ崎支部
  - 龍ケ崎簡易裁判所（龍ケ崎市・牛久市・稲敷市・稲敷郡〈河内町〉）
  - 取手簡易裁判所（取手市・守谷市・北相馬郡）
- 土浦支部
  - 土浦簡易裁判所（土浦市・つくば市・つくばみらい市・かすみがうら市〈霞ヶ浦支所の所管区域〉・稲敷郡〈阿見町・美浦村〉）
  - 石岡簡易裁判所（石岡市・かすみがうら市〈千代田支所の所管区域〉・小美玉市〈玉里支所の所管区域〉）
- 麻生支部
  - 麻生簡易裁判所（鹿嶋市・潮来市・神栖市・行方市）
- 下妻支部
  - 下妻簡易裁判所（下妻市・常総市・結城郡）
  - 下館簡易裁判所（筑西市・結城市・桜川市〈岩瀬支所の所管区域を除く区域〉）
  - 古河簡易裁判所（古河市・坂東市・猿島郡）

## 歴代所長
（在任期間、異動先など）
- 長井澄（1975年7月15日 - 1976年6月27日 在官中死去）
- 西村宏一（1976年7月7日 - 1978年4月9日 東京高等裁判所部総括判事）
- 船田三雄（1978年4月10日 - 1980年4月30日 東京高等裁判所部総括判事）
- 森綱郎（1980年5月1日 - 1982年7月14日 東京高等裁判所部総括判事）
- 可部恒雄（1982年7月 - 1984年2月 最高裁判所首席調査官）
- 吉丸真（1989年8月 - 1991年1月 東京高等裁判所部総括判事）
- 横田安弘（1991年1月 - 1992年3月 東京高等裁判所部総括判事）
- 三宅弘人（1992年3月 - 1993年12月 東京高等裁判所部総括判事）
- 荒井史男（1993年12月 - 1995年11月 東京高等裁判所部総括判事）
- 筧康生（1995年11月 - 1997年6月 東京高等裁判所部総括判事）
- 木谷明（1997年6月 -1999年2月 東京高等裁判所部総括判事）
- 中込秀樹（1999年2月 - 2001年1月 浦和地方裁判所長）
- 原田國男（2000年1月 - 2001年9月 東京高等裁判所部総括判事）
- 白木勇（2001年9月 - 2002年11月 東京高等裁判所部総括判事）
- 佐藤久夫（2002年11月 - 2004年5月 東京高等裁判所部総括判事）
- 小林克己（2004年5月 - 2005年12月 東京高等裁判所部総括判事）
- 一宮なほみ（2005年12月 - 2007年5月 東京高等裁判所部総括判事）
- 加藤新太郎（2007年5月 - 2009年4月 東京高等裁判所部総括判事）
- 市村陽典（2009年4月 - 2010年7月 東京高等裁判所部総括判事）
- 小池裕（2010年7月 - 2012年3月 東京高等裁判所部総括判事）
- 菅野博之（2012年3月 - 2014年3月 東京高等裁判所部総括判事）
- 栃木力（2014年4月 - 2015年3月 東京高等裁判所部総括判事）
- 今崎幸彦（2015年3月 - 2016年4月　最高裁判所事務総長）
- 垣内正（2016年4月 - 2017年9月　東京高等裁判所部総括判事）
- 中里智美（2017年9月 - 2018年9月　東京高等裁判所部総括判事）
- 中村慎（2018年9月 - 2019年9月　最高裁判所事務総長）
- 渡部勇次（2019年9月 - 2021年8月1日 東京高等裁判所部総括判事）
- 松本利幸（2021年8月2日 - 2023年2月25日 東京高等裁判所部総括判事）
- 福井章代（2023年2月26日 - 2024年9月24日 東京高等裁判所部総括判事）
- 河本雅也（2024年9月25日 - 現職）